# Carrarese Calcio 1908 2006-2007
Questa pagina raccoglie le informazioni riguardanti la Carrarese Calcio 1908 nelle competizioni ufficiali della stagione 2006-2007.

## Rosa
| N. |                   | Ruolo | Calciatore             |
| -- | ----------------- | ----- | ---------------------- |
|    | Italia (bandiera) | A     | Damiano Biggi          |
|    | Italia (bandiera) | A     | Massimiliano Bongiorni |
|    | Italia (bandiera) | C     | Angelo Buglio          |
|    | Italia (bandiera) | D     | Fabrizio Cadenazzi     |
|    | Italia (bandiera) | D     | Stefano Cantoni        |
|    | Italia (bandiera) | A     | Luca De Gubernatis     |
|    | Italia (bandiera) | D     | Manuele Del Nero       |
|    | Italia (bandiera) | C     | Davide Furlan          |
|    | Italia (bandiera) | D     | Matteo Gallotti        |
|    | Italia (bandiera) | D     | Gabriele Geminiani     |
|    | Italia (bandiera) | C     | Vincenzo Giannusa      |
|    | Italia (bandiera) | C     | Daniele Giraldi        |

| N. |                   | Ruolo | Calciatore         |
| -- | ----------------- | ----- | ------------------ |
|    | Italia (bandiera) | P     | Davide Grilli      |
|    | Italia (bandiera) | D     | Fabio Lebran       |
|    | Italia (bandiera) | A     | Adriano Marzeglia  |
|    | Italia (bandiera) | A     | Alessio Mordagà    |
|    | Italia (bandiera) | D     | Ilario Ondei       |
|    | Italia (bandiera) | P     | Stefano Pardini    |
|    | Italia (bandiera) | C     | Luigi Rinadi       |
|    | Italia (bandiera) | C     | Claudio Salvetti   |
|    | Italia (bandiera) | C     | Giuseppe Scarpato  |
|    | Italia (bandiera) | C     | Davide Tedeschi    |
|    | Italia (bandiera) | C     | Marco Vendrame     |
|    | Italia (bandiera) | A     | Gianluca Venturini |